# Homo novus
Нов човек (на латински: homo novus) в термин в Древен Рим, с който са обозначавали първия човек от незнатен или малкоизвестен род, влязъл в Сената или избран за консул. Според традицията, и членството в Сената и консулството като длъжности са били заемани от патрициите. Когато плебеите успяват да се преборят да имат и те представители в Сената, всички ново избрани плебеи са novi homines. С течение на времето, тези novi homines стават все повече. По времето на Първата пуническа война, става сензация, че novi homines са избирани в две поредни години (Гай Фунданий Фундул през 243 пр.н.е. и Гай Лутатий Катул през 242 пр.н.е.). През 63 пр.н.е., Цицерон става първият novus homo след повече от 30-годишен период.
В периода на късната Римска република, разликата между класите става все по-маловажна. Консули стават представители на новия елит, нобилите, изкуствена аристокрация от всички, които могат да покажат че са директни наследници на консул по мъжка линия. 
Известни римляни сред „новите хора“ са Гай Марий, Марк Тулий Цицерон, Марк Порций Катон Стари, Марк Випсаний Агрипа, Гай Фламиний.